# 11695 Mattei
A 11695 Mattei (ideiglenes jelöléssel 1998 FA74) a Naprendszer kisbolygóövében található aszteroida. A LONEOS projekt keretében fedezték fel 1998. március 22-én.